# Rónay Ferenc
Rónay Ferenc (Arad, 1900. április 29. – Marosvásárhely, 1967. április 6.) román válogatott labdarúgó, csatár, majd edző.

## Pályafutása

### A román válogatottban
1922 és 1932 között 8 alkalommal szerepelt a román válogatottban és 3 gólt szerzett. Tagja volt 1924-es párizsi olimpián helyezetlen román válogatottnak.

## Sikerei, díjai

### Játékosként
- Román bajnokság
  - 2.: 1923–24, 1934–35

### Edzőként
- Román kupa
  - győztes: 1950
- Magyar bajnokság
  - bajnok: 1943–44
  - 2.: 1942–43
- Erdélyi bajnokság
  - bajnok: 1940–41

## Statisztika

### Mérkőzései a román válogatottban
| Románia | Románia             | Románia   | Románia           | Románia  | Románia       | Románia              | Románia | Románia |
| #       | Dátum               | Helyszín  | Hazai             | Eredmény | Vendég        | Kiírás               | Gólok   | Esemény |
| ------- | ------------------- | --------- | ----------------- | -------- | ------------- | -------------------- | ------- | ------- |
| 1.      | 1922. június 8.     | Belgrád   | Jugoszlávia       | 1 – 2    | Románia       | Sándor király-kupa   | 1       | 41'     |
| 2.      | 1922. szeptember 3. | Csernovic | Románia           | 1 – 1    | Lengyelország | barátságos           | -       |         |
| 3.      | 1923. június 10.    | Bukarest  | Románia           | 1 – 2    | Jugoszlávia   | Sándor király-kupa   | 1       | 47'     |
| 4.      | 1923. július 1.     | Kolozsvár | Románia           | 0 – 6    | Csehszlovákia | barátságos           | -       |         |
| 5.      | 1924. május 20.     | Bécs      | Ausztria          | 4 – 1    | Románia       | barátságos           | -       |         |
| 6.      | 1931. augusztus 23. | Varsó     | Lengyelország     | 2 – 3    | Románia       | barátságos           | -       | 46'     |
| 7.      | 1932. október 2.    | Bukarest  | Románia           | 0 – 5    | Lengyelország | barátságos           | -       | 79'     |
| 8.      | 1932. október 16.   | Linz      | Ausztria (amatőr) | 0 – 1    | Románia       | Európa-kupa (amatőr) | 1       | 1'      |
|         | Összesen            |           |                   | 8        | mérkőzés      |                      | 3       | gól     |

### Mérkőzései román szövetségi kapitányként
| Románia | Románia              | Románia                      | Románia | Románia  | Románia       | Románia     | Románia | Románia |
| #       | Dátum                | Helyszín                     | Hazai   | Eredmény | Vendég        | Kiírás      | Gólok   | Esemény |
| ------- | -------------------- | ---------------------------- | ------- | -------- | ------------- | ----------- | ------- | ------- |
| 1.      | 1947. szeptember 21. | Bukarest, Stadionul Giulești | Románia | 2 – 6    | Csehszlovákia | barátságos  | -       |         |
| 2.      | 1947. október 12.    | Bukarest                     | Románia | 0 – 3    | Magyarország  | Balkán-kupa | -       |         |
| 3.      | 1947. október 26.    | Bukarest                     | Románia | 0 – 0    | Lengyelország | barátságos  | -       |         |
|         | Összesen             |                              |         | -        | mérkőzés      |             | -       | gól     |